# سبير أف ديستني (لعبة فيديو)
سبير أف ديستني (بالإنجليزية:Spear of Destiny) ، هي لعبة إلكترونية، أنتجت سنة 1992 من قبل شركة آي دي سوفتوير ، وتدور القصة حول اكمال الجاسوس الأمريكي لمطاردة النازيين.

## وصلات خارجية
- سبير أف ديستني على موقع IMDb (الإنجليزية)

- Official Spear of Destiny website